# Гиматов, Эдуард Ильдарович
Эдуа́рд Ильда́рович Гима́тов (баш. Эдуард Илдар улы Ғиматов; род. 22 января 1994, Уфа, Башкортостан, Россия) — российский хоккеист, нападающий. Воспитанник уфимского хоккея.

## Карьера

### Клубная карьера
Начал заниматься хоккеем в школе «Салавата Юлаева». После выпуска из школы уфимского клуба, Гиматов переехал в Екатеринбург, где начал выступать в Молодёжной хоккейной лиге в составе «Авто». Дебютировал в МХЛ 8 сентября 2011 года в матче против «Чайки» (3:2). В своём дебютном сезоне провёл 57 матчей, в которых набрал 13 (6+7) очков. Всего выступал за «Авто» три сезона, в которых провёл 132 матча и набрал 87 (42+45) очков.
16 ноября 2012 года дебютировал в Континентальной хоккейной лиге в составе «Автомобилиста» в матче против «Барыса» (2:7), проведя на площадке три минуты и тридцать три секунды. Свою первую шайбу в КХЛ забросил 17 января 2013 года в матче против «Нефтехимика» (3:2). В дебютном сезоне в КХЛ провёл 43 матча, набрав 3 (2+1) очка. Всего за екатеринбургский клуб выступал на протяжении двух сезонов, проведя в лиге 45 матчей и набрав 3 (2+1) очка.
12 мая 2014 года в результате обмена на Александра Бумагина пополнил систему «Северстали». За череповецкий клуб за два сезона провёл 28 матчей, в которых набрал 3 (0+3) очка. Также выступал за «Алмаз» в МХЛ, проведя 17 матчей и набрав 22 (8+14) очка, а также за «Ижсталь» в Высшей хоккейной лиге, проведя 73 матча, в которых набрал 35 (20+15) очков. В мае 2016 года покинул «Северсталь».
Перед началом сезона 2016/17 пополнил состав «Нефтехимика», где начал выступать в КХЛ, а также в ВХЛ за фарм-клуб «Ариада-НХ». В сезоне провёл 18 матчей в КХЛ, набрав 1 (0+1) очко, а в ВХЛ набрал 13 (6+7) очков в 20 матчах. 18 апреля 2017 года «Нефтехимик» заключил новый двухлетний контракт с Гиматовым. 30 мая 2017 года уфимский «Салават Юлаев» сообщил о возвращении своего воспитанника в систему клуба, с ним был подписан двусторонний контракт на два года. В системе уфимского клуба провёл четыре сезона, выступая в КХЛ и в ВХЛ за «Торос». Всего в КХЛ за «Салават» провёл 81 матч, набрав 12 (8+4) очков, в ВХЛ в 128 матчах набрал 71 (27+44) очко.
11 августа 2021 года в результате обмена на денежную компенсацию пополнил состав московского «Спартак». 6 декабря 2021 года в результате обмена на Тимура Хафизова вернулся в «Нефтехимик».

### Карьера в сборной
За время своей карьеры Гиматов успел поиграть в молодёжной сборной России, вместе с которой стал обладателем бронзовых медалей чемпионата мира в 2014 году. Также на его счету есть золото Универсиады 2015 года.